# 二木忠男
二木 忠男（ふたつぎ ただお、1953年 - ）は、日本の実業家。株式会社二木商会代表取締役社長、一般社団法人上野観光連盟名誉会長・元代表理事・理事長。

## 人物・経歴
1953年、東京都で二木グループ創業者、二木源治の息子として生まれる。
1976年、立教大学卒業。大学卒業後、大阪の菓子問屋で修業した後、1978年、株式会社二木（二木の菓子）に入社。
二木ゴルフ、東洋茶廊などの社員、役員を経て、株式会社二木商会代表取締役社長に就任。
一般社団法人上野観光連盟会長（現・名誉会長）のほか、上野駅周辺全地区整備推進協議会会長、アメ横商店街連合会常任顧問、東京都警察官友の会・第六方面委員長などの公職を務める。
兄は株式会社二木（二木の菓子）代表取締役社長の二木正人。